# 德雷克冰原島峰
85°17′S 89°20′W / 85.283°S 89.333°W
德雷克冰原島峰（英語：Drake Nunatak），是南極洲的冰原島峰，位於埃爾斯沃思地，處於埃利奧特冰原島峰以東2公里，屬於蒂爾山脈的一部分，海拔高度1,935米，現時由南極條約體系管理。